# Мильен, Паскаль
Паскаль Мильен (фр. Pascal Millien; 3 мая 1986, Леоган, Гаити) — гаитянский футболист, полузащитник клуба «Флорида Тропикс».

## Клубная карьера
Мильен родился на Гаити, но будучи в подростковом возрасте, переехал в США. В начале он выступал за футбольные команды колледжа и университета, а затем играл в USL лиге за клубы «Аякс Орландо Пропектс», «Брейдентон Академикс», а также молодёжные составы команд «Атланта Силвербэкс» и «Чикаго Файр».
В 2010 году Паскаль начал свою профессиональную карьеру в клубе «Тампа-Бэй». 17 апреля в матче против «Кристал Пэлас Балтимор» он дебютировал за новую команду. 23 мая в поединке против «Эй Си Сент-Луис» Мильен забил свой первый гол за «Тампа-Бэй».
В начале 2012 года Паскаль перешёл в ирландский «Слайго Роверс». 20 апреля в матче против «Корк Сити» он дебютировал в ирландской Премьер-лиге. 18 мая в поединке против «Шелбурна» Мильен забил свой первый гол за Роверс. В том же году он стал чемпионом страны, а через год завоевал Кубок Ирландии.
В начале 2014 года Паскаль перешёл в бангладешский «Шейх Руссел», в котором провёл полгода. Летом того же года он перешёл в таиландский «Самутсонгкхрам». 5 июля в матче против «Районга» он дебютировал в чемпионате Таиланда. 12 июля в поединке против «Чаинграй Юнайтед» Мильен забил свой первый гол за команду. 10 августа в матче против «Эйр Форс Сентрал» он сделал хет-трик.
В начале 2015 года Мильен вернулся в США, подписав контракт с клубом «Джэксонвилл Армада». 5 апреля в поединке против канадского «Эдмонтона» он дебютировал за новую команду. 3 мая в матче против «Сан-Антонио Скорпионс» Паскаль забил свой первый гол за «Армаду».
В марте 2017 года Мильен подписал контракт с клубом ирландского высшего дивизиона «Финн Харпс».

## Международная карьера
В 2006 году Мильен дебютировал за сборную Гаити. В 2013 году в составе сборной он принял участие в розыгрыше Золотого кубка КОНКАКАФ. На турнире он был запасным и на поле не вышел. В 2015 году в составе сборной Паскаль принял участие в розыгрыше Золотого кубка КОНКАКАФ. На турнире он сыграл в матче против сборной Гондураса, Панамы и Ямайки.
В 2016 году Мильен попал в заявку на участие в Кубке Америки в США. На турнире он был запасным и на поле не вышел.

### Голы за сборную Гаити
| # | Дата          | Место                             | Противник         | Счет | Результат | Соревнование                    |
| - | ------------- | --------------------------------- | ----------------- | ---- | --------- | ------------------------------- |
| 1 | 9 января 2016 | Роммель Фернандес, Панама, Панама | Тринидад и Тобаго | 0:1  | 0:1       | Кубок Америки 2016 квалификация |

## Достижения
Командные
 «Слайго Роверс»
- Чемпионат Ирландии по футболу — 2012
- Обладатель Кубок Ирландии — 2013